# Gröt

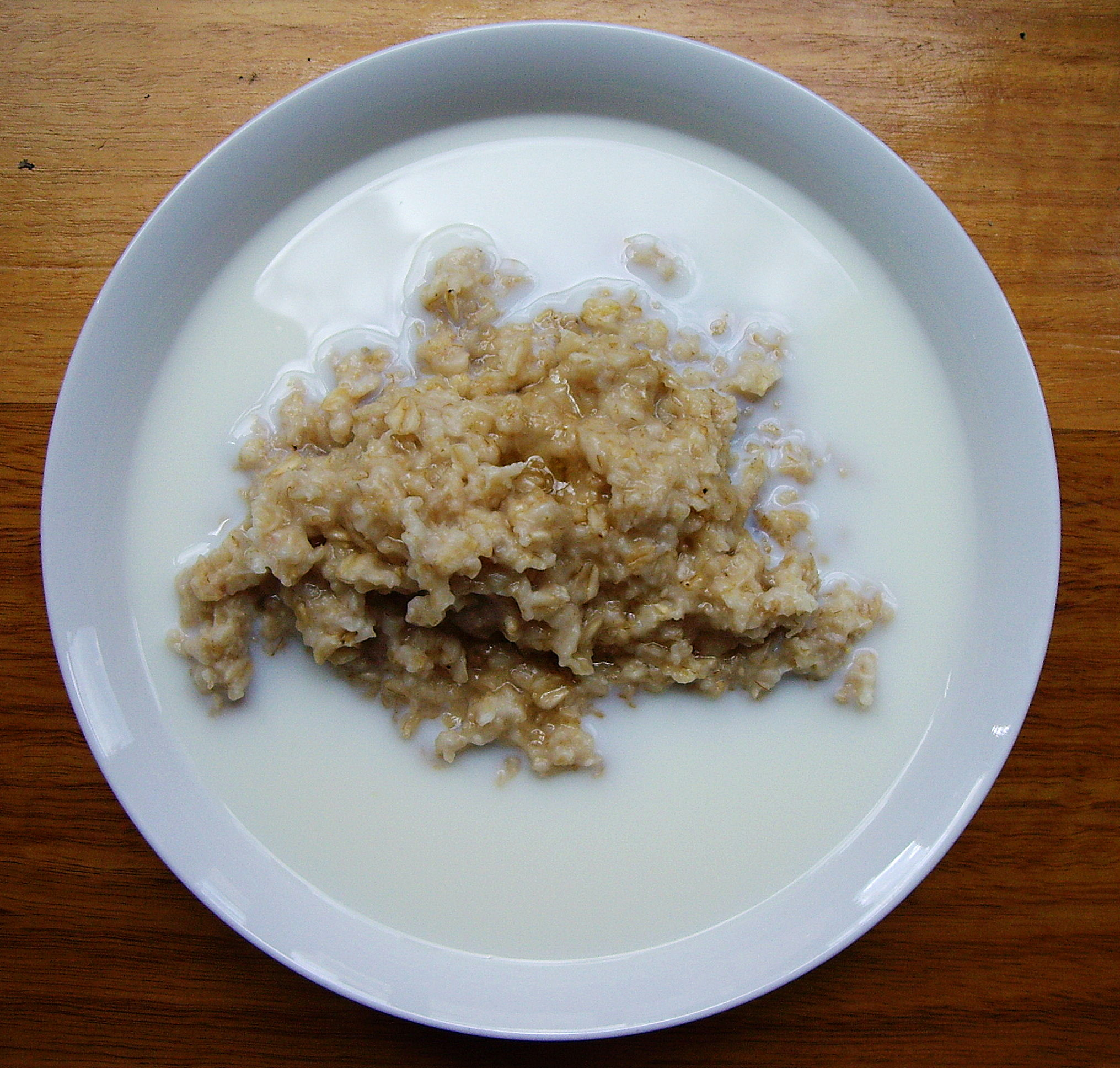
Havregrynsgröt med mjölk.

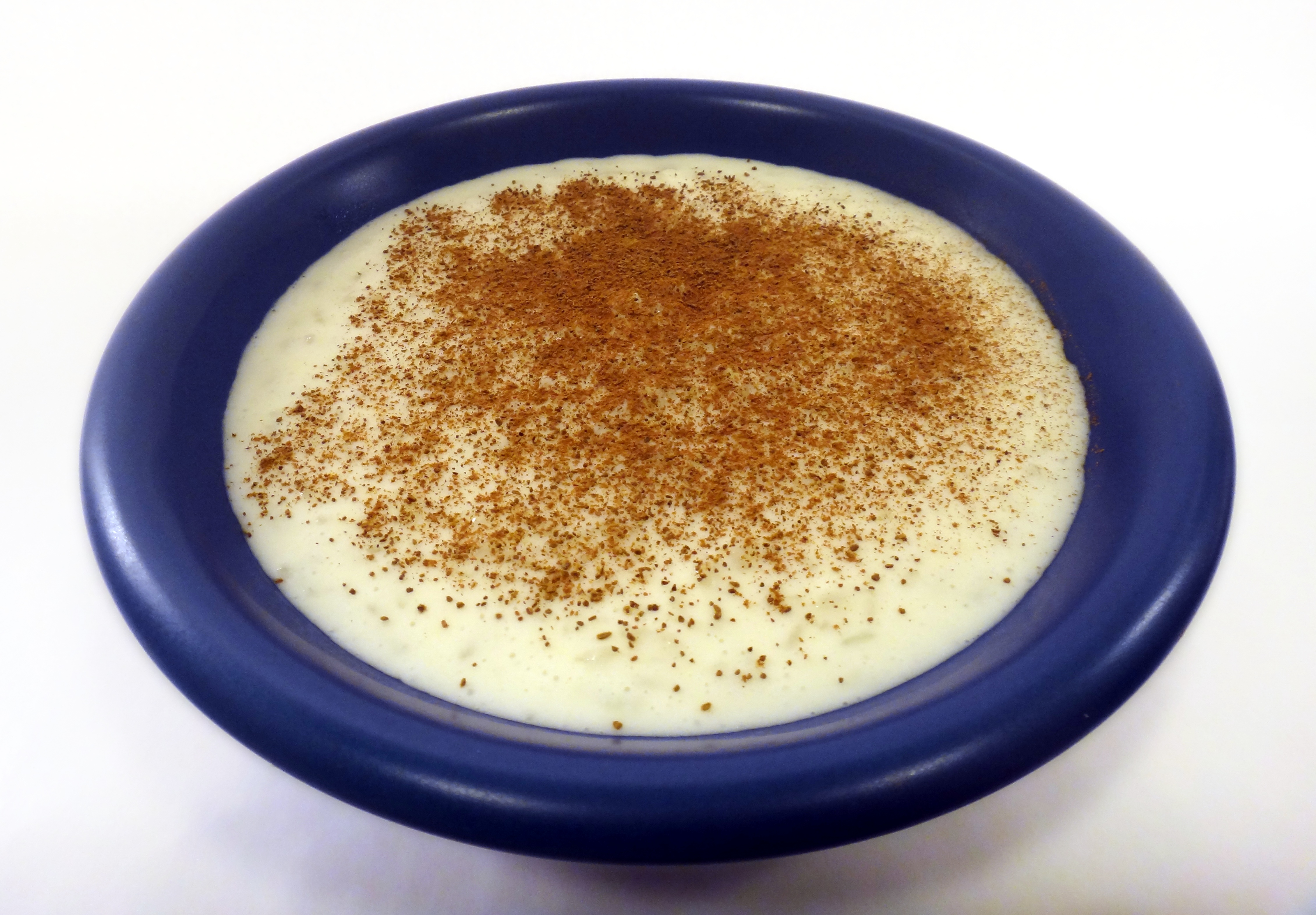
Risgrynsgröt med kanel.

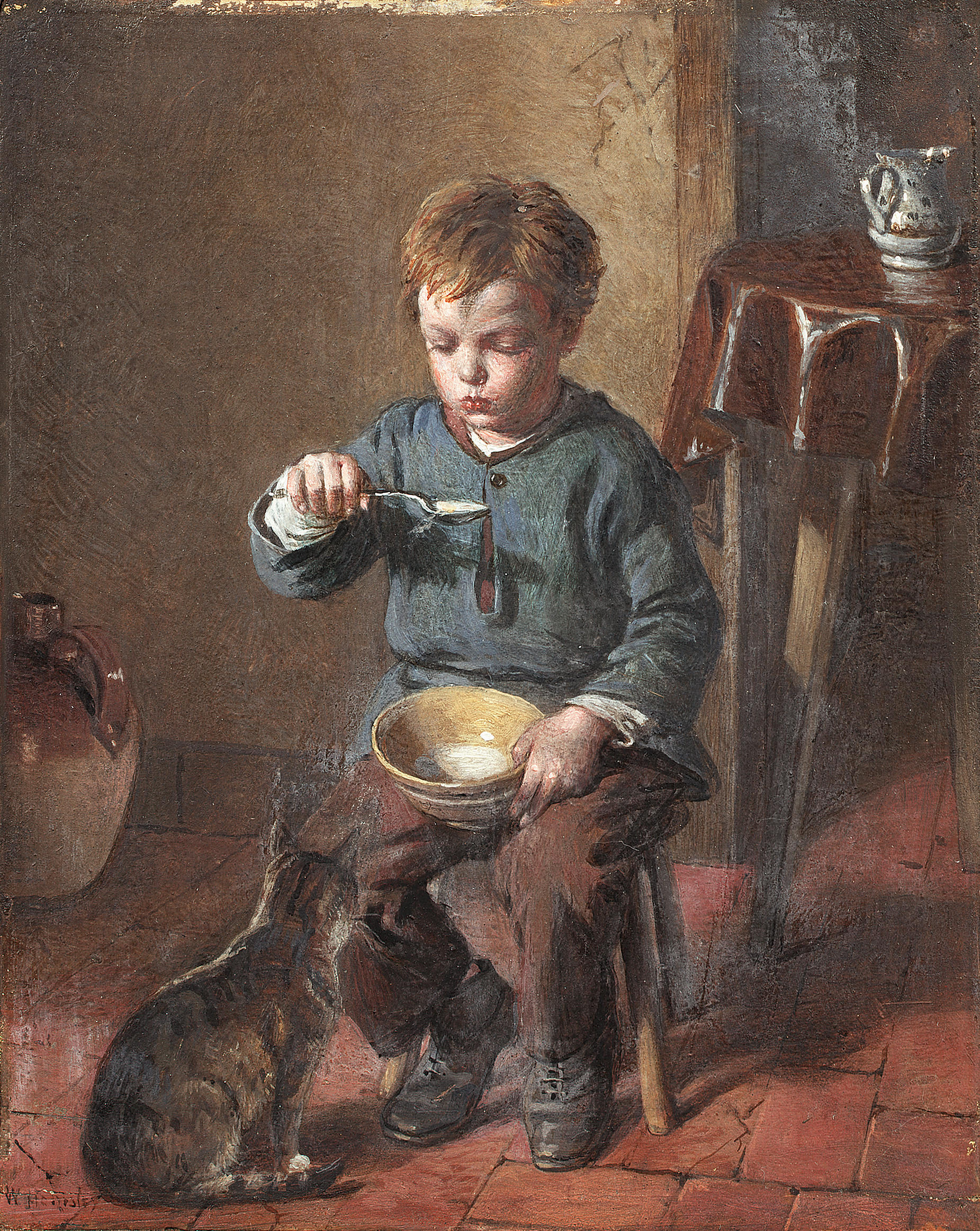
William Hemsley (1893).

Gröt är en trögflytande maträtt som tillagas genom kokning av gryn, flingor, ris eller andra sädesslag tillsammans med vatten, mjölk och ibland grädde, smör eller andra ingredienser. Gröt kan serveras med exempelvis socker, kanel, en smörklick, sylt, bär eller fruktbitar och kan ätas med extra mjölk vid sidan om på tallriken. För risgrynsgröt är det även vanligt att den serveras med saftsås.

## Dietik
Maträtten är skonsam för magen och kan ingå i olika sjukdieter, men ingår också ofta i den vanliga frukosten. Gröt är en ganska mager maträtt med hög halt av kolhydrater.

## Historia
Gröt var under vikingatiden en maträtt för enklare folk. Man åt gröt på rågmjöl (vattgröt), på korn (bjuggröt) och på havre ("hästakorn"); dessutom kokade man ystegröt på "skyr", löpnad västnordisk långmjölk. Risgrynsgröten började bli vanlig i slutet av 1800-talet och ansågs vara en lyxig julgröt som bara förmögna hade råd med. Den innehöll bland annat grädde, ägg och smör.

## Olika typer av gröt
- blåbärsgröt
- bovetegröt
- flötgröt
- grahamsgrynsgröt
- havregrynsgröt
- hälsogröt
- klappgröt
- kornmjölsgröt
- mannagrynsgröt
- molinogröt
- nävgröt
- pajalagröt
- risgrynsgröt
- rågflingegröt
- römmegröt
- svartgröt
- vattgröt (gröt gjord på råg-, korn- eller grahamsmjöl)
- vetemjölsgröt
- majsgröt